# Arcens
Arcens [aʁsɑ̃s] est une commune française, située dans le département de l'Ardèche en région Auvergne-Rhône-Alpes.

## Géographie

### Situation
La commune d'Arcens est située à 55 kilomètres du Puy-en-Velay.
Les habitants se nomment les Arcensois. (Les habitants pourraient se nommer ainsi, mais aucune étude n'a été faite sur le nom des habitants d'Arcens. Il faudrait avant cela s'assurer du nom d'origine de la commune puisqu'il semblerait qu'Arcens n'était qu'un hameau au XIVe siècle et l'espace occupé par la commune actuelle était divisé entre trois seigneurs en 1464.)

### Climat
Pour des articles plus généraux, voir Climat d'Auvergne-Rhône-Alpes et Climat de l'Ardèche.
En 2010, le climat de la commune est de type climat des marges montargnardes, selon une étude du CNRS s'appuyant sur une série de données couvrant la période 1971-2000. En 2020, Météo-France publie une typologie des climats de la France métropolitaine dans laquelle la commune est exposée à un climat de montagne ou de marges de montagne et est dans la région climatique Sud-est du Massif Central, caractérisée par une pluviométrie annuelle de 1 000 à 1 500 mm, minimale en été, maximale en automne.
Pour la période 1971-2000, la température annuelle moyenne est de 9,6 °C, avec une amplitude thermique annuelle de 17,1 °C. Le cumul annuel moyen de précipitations est de 1 421 mm, avec 9,3 jours de précipitations en janvier et 6 jours en juillet. Pour la période 1991-2020, la température moyenne annuelle observée sur la station météorologique de Météo-France la plus proche, « Cheylard Sa », sur la commune du Cheylard à 7 km à vol d'oiseau, est de 12,2 °C et le cumul annuel moyen de précipitations est de 1 178,7 mm,. Pour l'avenir, les paramètres climatiques de la commune estimés pour 2050 selon différents scénarios d'émission de gaz à effet de serre sont consultables sur un site dédié publié par Météo-France en novembre 2022.

### Hydrologie
Le principal cours d'eau traversant la commune est l'Eysse, un affluent de l'Eyrieux, prenant sa source dans le village voisin de Borée et d'une longueur de 23 km. Cette source est située à proximité du mont Gerbier-de-Jonc.

### Voies de communication
Le territoire communal est traversé par la RD 237 qui relie le bourg à Saint-Martin-de-Valamas.

## Urbanisme

### Typologie
Au 1er janvier 2024, Arcens est catégorisée commune rurale à habitat dispersé, selon la nouvelle grille communale de densité à 7 niveaux définie par l'Insee en 2022.
Elle est située hors unité urbaine. Par ailleurs la commune fait partie de l'aire d'attraction du Cheylard, dont elle est une commune de la couronne,. Cette aire, qui regroupe 20 communes, est catégorisée dans les aires de moins de 50 000 habitants,.

### Occupation des sols
L'occupation des sols de la commune, telle qu'elle ressort de la base de données européenne d’occupation biophysique des sols Corine Land Cover (CLC), est marquée par l'importance des forêts et milieux semi-naturels (91,1 % en 2018), en augmentation par rapport à 1990 (84,9 %). La répartition détaillée en 2018 est la suivante : 
forêts (64,2 %), milieux à végétation arbustive et/ou herbacée (26,9 %), zones agricoles hétérogènes (3,8 %), zones urbanisées (2,6 %), prairies (2,5 %).
L'évolution de l’occupation des sols de la commune et de ses infrastructures peut être observée sur les différentes représentations cartographiques du territoire : la carte de Cassini (XVIIIe siècle), la carte d'état-major (1820-1866) et les cartes ou photos aériennes de l'IGN pour la période actuelle (1950 à aujourd'hui).

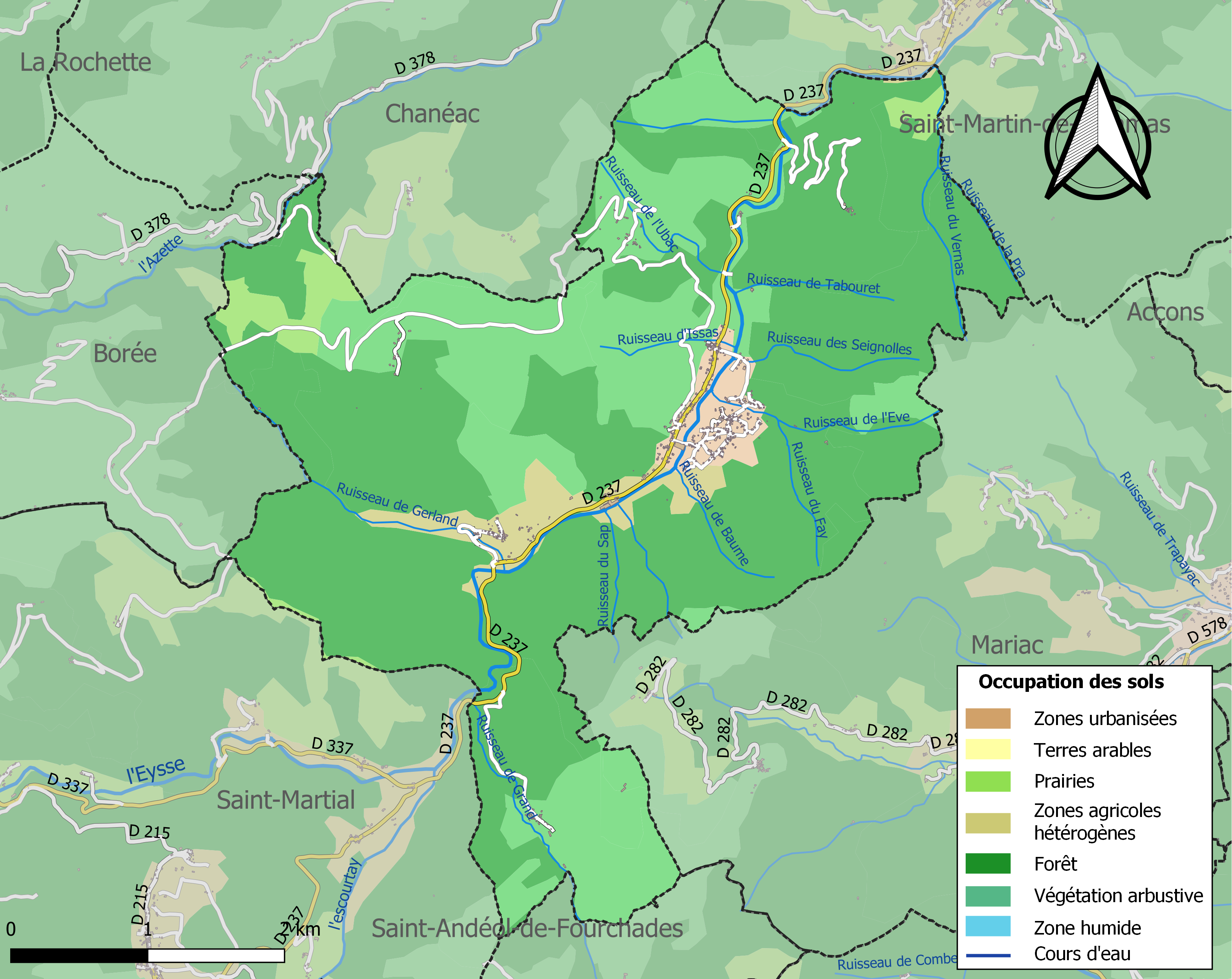
Carte des infrastructures et de l'occupation des sols de la commune en 2018 (CLC).

### Risques naturels

#### Risques sismiques
L'ensemble du territoire de la commune d'Arcens est situé en zone de sismicité no 2 (sur une échelle de 5), comme la plupart des communes situées sur le plateau et la montagne ardéchoise.
| Type de zone | Niveau           | Définitions (bâtiment à risque normal) |
| ------------ | ---------------- | -------------------------------------- |
| Zone 2       | Sismicité faible | accélération = 1,1 m/s2                |

## Histoire
Arcens est un village éparpillé entre les plateaux et la vallée qui était au Moyen Âge aux confins de trois seigneuries (Brion, Chanéac et Fourchades).
La première mention, souvent relatée, du mansus de Arcenno en 1024, ne concerne pas Arcens, mais un manse près d'Escoulenc (Saint-Andéol d'Escoulenc, dans l'Erieux).
En 1164, le pape Alexandre III confirme l’église d’Arcens au chapitre du Puy, mais cette date est controversée.
Le 17 avril 1195, le pape suivant, Adrien IV, la confirme à l’abbaye de Saint-Chaffre.
En 1620, l’église d’Arcens dépend du chapitre du Puy, dont les chanoines nommaient les curés.
La seigneurie d’Arcens n’apparaît qu’au XVe siècle dans la famille de Brion ; de là, elle passa aux Crussol, et se retrouva au XVIIIe siècle entre les mains de la famille d’Aiguillon, une des plus puissantes de l’époque.
La période révolutionnaire laissera quelques traces : les ventes des biens de l’église, un vol contre le collecteur d’impôts, puis une étrange démission du conseil municipal, le seigneur d’Arcens (de Brion) s’est quant à lui, fait guillotiner ailleurs.

## Politique et administration

### Liste des maires
| Période                                  | Période                   | Identité       | Étiquette | Qualité                                      |
| ---------------------------------------- | ------------------------- | -------------- | --------- | -------------------------------------------- |
| Les données manquantes sont à compléter. |                           |                |           |                                              |
| mars 2001                                | mars 2008                 | Hélène Mira    | PS        | Conseillère régionale (1998-2006, démission) |
| mars 2008                                | En cours (au 6 août 2020) | Thierry Girot, | DVD       | Retraité de la fonction publique             |

## Population et société

### Démographie

#### Évolution démographique
L'évolution du nombre d'habitants est connue à travers les recensements de la population effectués dans la commune depuis 1793. Pour les communes de moins de 10 000 habitants, une enquête de recensement portant sur toute la population est réalisée tous les cinq ans, les populations de référence des années intermédiaires étant quant à elles estimées par interpolation ou extrapolation. Pour la commune, le premier recensement exhaustif entrant dans le cadre du nouveau dispositif a été réalisé en 2007.

En 2022, la commune comptait 358 habitants, en évolution de −2,72 % par rapport à 2016 (Ardèche : +2,48 %, France hors Mayotte : +2,11 %).
| 1793  | 1800  | 1806  | 1821  | 1831  | 1836  | 1841  | 1846  | 1851  |
| ----- | ----- | ----- | ----- | ----- | ----- | ----- | ----- | ----- |
| 1 250 | 1 170 | 1 155 | 1 160 | 1 276 | 1 295 | 1 217 | 1 215 | 1 276 |

| 1856  | 1861  | 1866  | 1872  | 1876  | 1881  | 1886  | 1891  | 1896  |
| ----- | ----- | ----- | ----- | ----- | ----- | ----- | ----- | ----- |
| 1 219 | 1 233 | 1 225 | 1 186 | 1 227 | 1 168 | 1 188 | 1 178 | 1 083 |

| 1901  | 1906  | 1911  | 1921 | 1926 | 1931 | 1936 | 1946 | 1954 |
| ----- | ----- | ----- | ---- | ---- | ---- | ---- | ---- | ---- |
| 1 103 | 1 124 | 1 049 | 940  | 800  | 794  | 744  | 615  | 580  |

| 1962 | 1968 | 1975 | 1982 | 1990 | 1999 | 2006 | 2007 | 2012 |
| ---- | ---- | ---- | ---- | ---- | ---- | ---- | ---- | ---- |
| 604  | 576  | 511  | 484  | 479  | 452  | 421  | 417  | 360  |

| 2017 | 2022 | - | - | - | - | - | - | - |
| ---- | ---- | - | - | - | - | - | - | - |
| 376  | 358  | - | - | - | - | - | - | - |

#### Pyramide des âges
En 2021, le taux de personnes d'un âge inférieur à 30 ans s'élève à 25,3 %, soit en dessous de la moyenne départementale (29,7 %). À l'inverse, le taux de personnes d'âge supérieur à 60 ans est de 36,4 % la même année, alors qu'il est de 32,8 % au niveau départemental.
En 2021, la commune comptait 197 hommes pour 173 femmes, soit un taux de 53,24 % d'hommes, largement supérieur au taux départemental (48,78 %).
Les pyramides des âges de la commune et du département s'établissent comme suit :
| Hommes | Classe d’âge | Femmes |
| ------ | ------------ | ------ |
| 1,4    | 90 ou +      | 1,0    |
| 8,1    | 75-89 ans    | 12,9   |
| 27,3   | 60-74 ans    | 22,2   |
| 18,9   | 45-59 ans    | 25,7   |
| 18,9   | 30-44 ans    | 13,0   |
| 10,9   | 15-29 ans    | 10,9   |
| 14,5   | 0-14 ans     | 14,4   |

| Hommes | Classe d’âge | Femmes |
| ------ | ------------ | ------ |
| 1      | 90 ou +      | 2,5    |
| 9      | 75-89 ans    | 11,4   |
| 20,8   | 60-74 ans    | 21,1   |
| 21,2   | 45-59 ans    | 20,3   |
| 16,9   | 30-44 ans    | 16,5   |
| 14,2   | 15-29 ans    | 12,6   |
| 17     | 0-14 ans     | 15,6   |

### Enseignement
La commune est rattachée à l'académie de Grenoble.

### Médias
Deux organes de presse écrite sont distribués dans la commune :
- L'Hebdo de l'Ardèche

Il s'agit d'un journal hebdomadaire français basé à Valence et diffusé à Privas depuis 1999. Il couvre l'actualité pour tout le département de l'Ardèche.
- Le Dauphiné libéré

Il s'agit d'un journal quotidien de la presse écrite française régionale distribué dans la plupart des départements de l'ancienne région Rhône-Alpes, notamment l'Ardèche. La commune est située dans la zone d'édition du Nord-Ardèche (Annonay - Le Cheylard).

### Cultes
La communauté catholique et l'église d'Arcens (propriété de la commune) dépendent de la paroisse Notre-Dame des Boutières, elle-même rattachée au diocèse de Viviers.

## Culture locale et patrimoine

### Lieux et monuments
- Source d'eau minérale gazeuse.
- Château du XVIe siècle.
- Église Saint-Michel d'Arcens du XIXe siècle[20].
- Chapelle Saint-Julien de Rocher de Soutron[21].

### Personnalités liées à la commune
- Rémy Roure (1885-1966), Compagnon de la Libération, résistant, rédacteur en chef du Monde, fondateur du Parti démocrate puis de l'UDSR.
- René Baumer (1906-1982)[22], peintre, résistant et déporté. Il a écrit deux romans sur Soutron.

### Héraldique
| Blason de Arcens | Blason  | D'argent à l'arbre au naturel, à la bande de gueules chargée de l'inscription « ARCENS » d'or. |
| Blason de Arcens | Détails | Adopté par la municipalité.                                                                    |